# Сидоровка (Сумская область)
Сидоровка (укр. Сидорівка) — село,
Улановский сельский совет,
Глуховский район,
Сумская область,
Украина.
Код КОАТУУ — 5921588605. Население по переписи 2001 года составляло 10 человек .

## Географическое положение
Село Сидоровка находится на правом берегу реки Клевень,
выше по течению на расстоянии в 3 км расположено село Червоная Заря,
ниже по течению на расстоянии в 2,5 км расположено село Белая Береза,
на противоположном берегу — село Поповка (Курская область).
По реке проходит граница с Россией.

## Происхождение названия
На территории Украины 4 населённых пункта с названием Сидоровка.

## История
- Поблизости села Сидоровка обнаружено поселение времени неолита.